# 中国人民解放军电子对抗兵
中国人民解放军电子对抗兵是如今广泛分布在中国人民解放军各军种中的一个技术兵种。
电子对抗兵，是使用电子设备或器材与敌进行电磁斗争的专业兵种。它通过电磁频谱这一特殊领域与敌进行较量。其行动具有很强的技术性、隐秘性和谋略性，并贯穿于作战全过程，对作战行动和结局影响很大。

## 历史
1955年9月23日，解放军开始组建电子对抗部队。总参谋部将原通信兵学院练习营改建为无线电技术勤务营，这是解放军的第一支电子对抗分队。1960年4月4日，该营扩建为无线电技术勤务团。
由于电子对抗在战争中的地位不断提升，总参谋部将电子对抗部队作为重点发展的专业部队之一。电子对抗部队也得以不断发展，至1985年，全军电子对抗部队已经初具规模，并装备有电子对抗飞机、舰船，还设立了地面侦察站等。
在1986-1987兰州军区对越轮战期间的“蓝剑-B”行动，兰州军区直属电子对抗营被部署至前线负责对老山当面越南人民军无线电炮兵指挥网、步炮协同网和主要步兵指挥网实施了及时、准确、有效的压制性干扰和欺骗性干扰，使越南人民军在战斗的关键时刻，主要通信中断、指挥瘫痪、判断失误、协同失调，大大减少了敌炮火的威胁，有力协助了摩步第一三九师第四一六团的进攻。这也是解放军电抗兵首次被部署自作战前线，也是首个被公开的电抗兵实战战例。

## 编制

### 陆军
- 东部战区陆军直属电子对抗第一旅
- 南部战区陆军直属电子对抗第二旅
- 西部战区陆军直属电子对抗第三旅
- 北部战区陆军直属电子对抗第四旅
- 中部战区陆军直属电子对抗第五旅
- 新疆军区直属电子对抗第六旅（32159部队）驻乌鲁木齐市
- 西藏军区直属电子对抗第七旅[3]

### 海军
- 东部战区海军某电子对抗旅
- 南部战区海军某电子对抗旅
- 北部战区海军某电子对抗旅（“北海神电”）驻青岛市[1]

### 战略支援部队
- 战略支援部队直属电子对抗旅[4][5]
- 战略支援部队航天系统部第三十三训练试验基地（中国洛阳电子装备试验中心）电子对抗训练大队[6]